# 昂布尔和卡斯泰尔莫
昂布尔和卡斯泰尔莫（法語：Embres-et-Castelmaure）是法国奥德省的一个市镇，位于该省东南部，属于纳博讷区。该市镇2009年时的人口为152人。

## 人口
昂布尔和卡斯泰尔莫人口变化图示
| 数据来源：INSEE |